# Байкал (поезд)
«Байка́л» (№ 209/210) — фирменный пассажирский поезд (ранее — поезд № 09/10 «Байкал») курсировавший в 1964—2013 годах, до 2010 года по маршруту Иркутск — Москва, а в 2010—2013 годах по маршруту Иркутск — Санкт-Петербург.

## Технические характеристики
- Депо формирования: ВЧД-7 Иркутск.
- Средняя скорость движения: 60 км/ч.
- Вагоны: СВ, купейные, плацкартные, вагон-ресторан, почтово-багажный вагон. В Красноярске ранее прицеплялся дополнительный вагон Красноярск-Санкт-Петербург, ранее дополнительный вагон поезда Новокузнецк.

## История

### 1964—2010: Иркутск — Москва

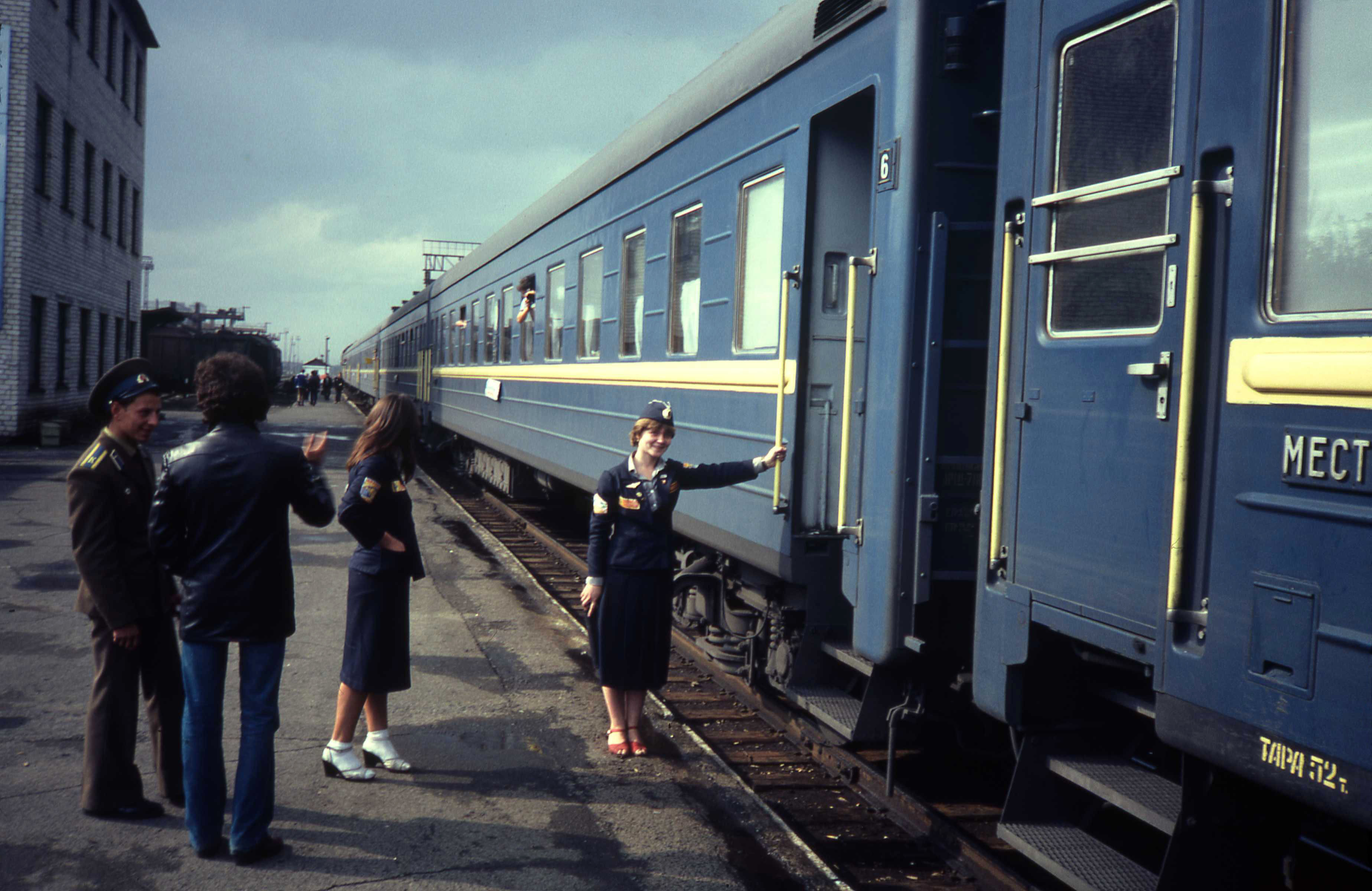
Фирменный поезд «Байкал», 1982 год

Поезд сообщением Иркутск — Москва получил статус фирменного 17 июля 1964 года. Первым начальником поезда был Адам Поляков. Первый состав поезда состоял из девяти вагонов. Весь интерьер в вагонах был сделан по спецзаказу, в том числе постельное белье и посуда. Дизайн внешнего вида вагонов подразумевал волну озера Байкал.
В год совершал более 350 рейсов, перевозя более 250 тыс. пассажиров.
В 2009 году управление РЖД утвердило единую цветовую гамму для всех поездов. С этого момента поезд стал менять внешний вид с бело-голубого на серо-красный. Тем не менее, для первого рейса в Санкт-Петербург был собран состав, состоящий только лишь из бело-голубых вагонов.

### 2010—2013: Иркутск — Санкт-Петербург
С 31 мая 2010 изменился маршрут поезда № 9 на Иркутск — Санкт-Петербург. С 4 июня 2010 изменился маршрут поезда № 10 на Санкт-Петербург — Иркутск.
Изменение маршрута с Москвы на Петербург было сделано дирекцией дороги на основании маркетинговых исследований на спрос перевозок.
На 2010 год состоял из 17 вагонов: 15 пассажирских, один багажный и один ресторан.
Маршрут — по Транссибу до Екатеринбурга и далее на Пермь, Киров, Вологду, Череповец и на Ладожский вокзал Санкт-Петербурга. Протяженность пути — 5 тысяч 465 км, время в пути — 3,5 суток.
С лета 2013 года маршрут укорочен из Иркутска до Новосибирска. После чего поезд окончательно отменили из-за его низкой рентабельности.

Фирменный поезд «Байкал» пользовался большим спросом у иностранных и российских туристов, путешествующих по Транссибу, пока следовал до Москвы. Он считался одним из лучших в России. На мой взгляд, его перевод на маршрут до Санкт-Петербурга был ошибкой со стороны железной дороги.— председатель Сибирской Байкальской ассоциации туризма Игорь Коваленко, 2013 год

## Маршрут[6]
Новый маршрут
- ВСЖД:
  - Иркутск-пассажирский
  - Иркутск-сортировочный
  - Ангарск
  - Усолье-Сибирское
  - Черемхово
  - Залари
  - Зима
  - Куйтун
  - Тулун
  - Нижнеудинск
  - Алзамай
  - Тайшет
- Красноярская железная дорога:
  - Иланская
  - Канск-Енисейский
  - Заозерная
  - Красноярск-Пассажирский
  - Ачинск
  - Боготол
  - Мариинск
- ЗСЖД:
  - Тайга
  - Новосибирск

## Значение маршрута
Российскими и иностранными туристами, данный маршрут рассматривается, как уникальная возможность проехать в комфортабельных условиях по легендарному Транссибу и побывать на озере Байкал.